# فرانكي سميث
فرانكي سميث (بالإنجليزية: Frankie Smith)‏ هو لاعب كرة قدم أمريكية أمريكي، ولد في 8 أكتوبر 1968 في غروسبيك في الولايات المتحدة.

## وصلات خارجية
- فرانكي سميث على موقع مرجع كرة القدم المحترفة.كوم (الإنجليزية)